# Braver Than We Are
Braver Than We Are è il tredicesimo album in studio del cantante statunitense Meat Loaf, pubblicato il 9 settembre 2016.

## Tracce
Testi e musiche di Steinman, eccetto ove indicato.
1. Who Needs the Young - 5:27
2. Going All the Way (A Song in 6 Movements) (feat. Ellen Foley e Karla DeVito) - 11:28 (Steinman, Black)
3. Speaking in Tongues - 4:24 (feat. Stacy Michelle)
4. Loving You Is a Dirty Job (But Somebody's Gotta Do It) (feat. Stacy Michelle) - 6:09
5. Souvenirs - 8:17
6. Only When I Feel - 1:56
7. More - 6:07 (Eldritch, Steinman)
8. Godz - 3:34
9. Skull of Your Country (feat. Cian Coey) - 3:35
10. Train of Love - 4:23

Tracce bonus edizione iTunes
1. I'd Do Anything For Love (Songwriter Demo)	- 10:24 (Steinman, Stills)
2. Dirty Water (Songwriter Demo) - 4:36
3. Prize Fight Lover (Songwriter Demo) - 5:26 (Bassett, Brantley, Henriksen)
4. Who Needs the Young (Songwriter Demo) - 4:28 (Steinman, Stills)
5. Going All he Way (Radio Edit) - 4:20 (Steinman, Black)

## Formazione
- Meat Loaf - voce
- Randy Flowers - chitarra
- Paul Crook - chitarra, loop, sintetizzatore
- Justin Avery - pianoforte, sintetizzatore, archi
- David Luther - sassofono, archi, organo in Speaking in Tongues
- John Miceli - batteria
- Alicia Avery - cori
- Danny Miranda - basso in Skull of Your Country
- Rickey Medlocke - slide guitar solista in Train of Love

### Produzione
- Paul Crook - produzione, missaggio e ingegneria del suono
- John Miceli - ingegneria del suono
- Pat Thrall - ingegneria del suono
- Steven Rinkoff - ingegneria del suono
- Joe Libretti - assistenza alla produzione
- Maor Appelbaum - masterizzazione
- Jim Steinman - consulenza musicale
- David Alan Kogut - direzione artistica, design
- Frances Boedery - coordinazione artistica
- Julie Bell - copertina

## Classifiche
| Classifica (2016) | Posizione massima |
| ----------------- | ----------------- |
| Australia         | 17                |
| Austria           | 27                |
| Belgio (Fiandre)  | 9                 |
| Belgio (Vallonia) | 67                |
| Canada            | 78                |
| Germania          | 7                 |
| Irlanda           | 43                |
| Nuova Zelanda     | 3                 |
| Paesi Bassi       | 13                |
| Regno Unito       | 4                 |
| Spagna            | 63                |
| Stati Uniti       | 31                |
| Svizzera          | 19                |